# Smontagomme

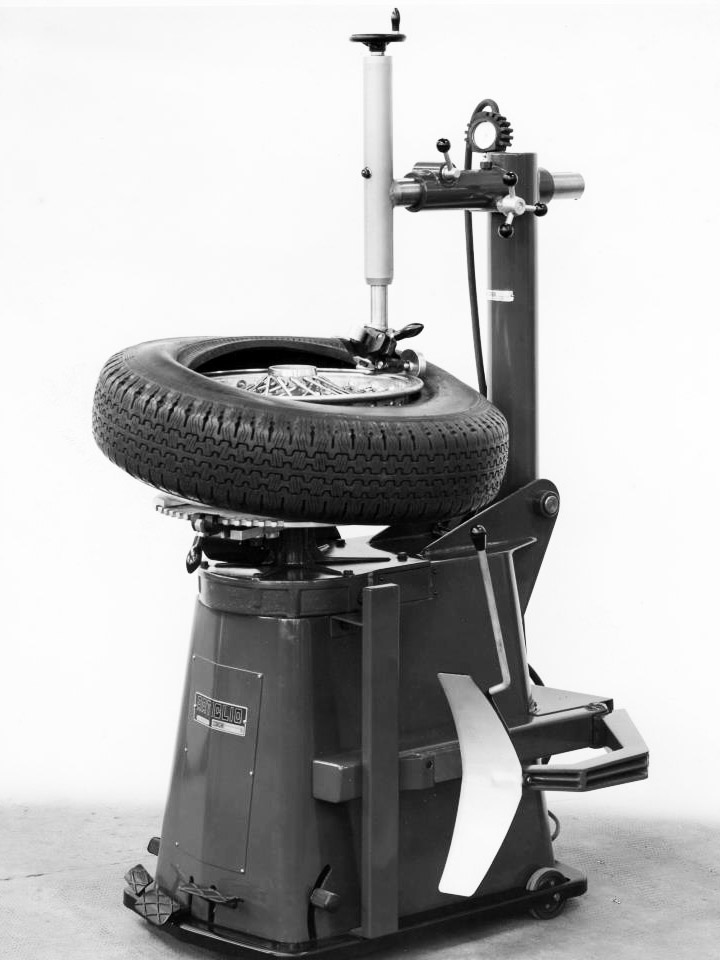
Smontagomme

Lo smontagomme, chiamato anche artiglio, è un'attrezzatura adoperata in officina dal meccanico gommista per smontare e rimontare lo pneumatico dal cerchione del veicolo.

## Storia
Le prime macchine utensili, chiamate "coats", comparvero negli Stati Uniti d'America; tuttavia si trattava di macchinari studiati esclusivamente per il mercato statunitense, in cui i cerchioni disponevano di un foro centrale, non presente nelle ruote dei veicoli europei, per le quali era ancora necessari l'uso di una leva o piede di porco.
Nel 1962 Erminio Corghi inventò e brevettò a Correggio il primo smontagomme universale, munito cioè di un braccio laterale "a bandiera" e di un tavolo di lavoro girevole dotato di arpioni che consentiva di agganciare qualsiasi tipo di cerchione. 
Il distretto industriale di Correggio, nato negli anni 1970, è oggi leader mondiale del mercato di nicchia dei macchinari per gommisti, detenendo una quota di mercato di circa il 70% dell'offerta mondiale. Nell'anno 2004 le nove aziende impiegavano 1384 dipendenti in 15 stabilimenti, con un fatturato annuo di 313,5 milioni di euro. Nel 2011 il giro d'affari del distretto è salito a 1,5 miliardi di euro.

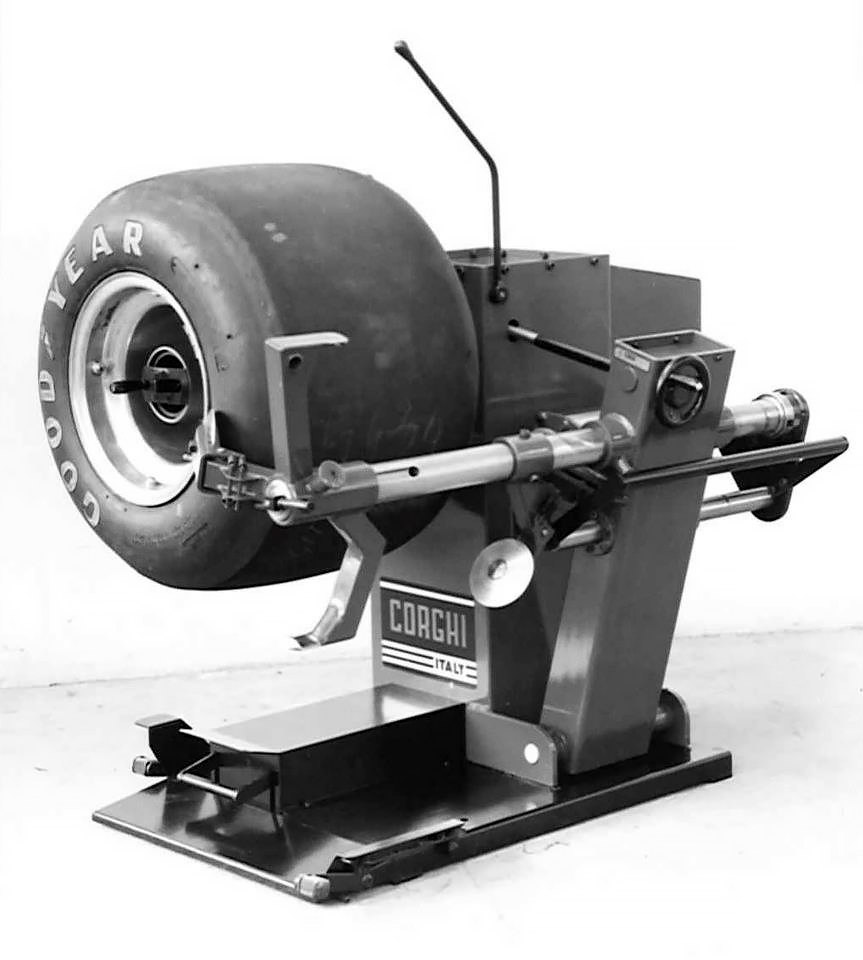
Smontagomme per autovetture di Formula 1

## Funzionamento
A causa dell'innovazione tecnologica delle ruote, non è possibile compiere a mano questa operazione di smontaggio-rimontaggio, se non con grandi sforzi e più tempo di lavoro.
Il principio di funzionamento dello smontagomme è quello di agganciare la ruota ad un piano di lavoro girevole, infilare una leva tra il cerchione e lo pneumatico per tirare fuori il bordo: viene quindi fatto compiere un giro completo a 360° della ruota, fino al completo stallonamento del copertone. Per il rimontaggio, l'operazione avviene in modo contrario.
La gestione della macchina smontagomme e delle operazioni avvengono solitamente tramite la pressione di pedali.